# Мерабель (Мозырский район)
Мерабель (бел. Мерабель) — деревня в Мозырском районе Гомельской области Республики Беларусь. В составе Прудковского сельсовета.

## География

### Расположение
В 6 км на северо-запад от Мозыря, от железнодорожной станции Мозырь (на линии Калинковичи — Овруч), 139 км от Гомеля.

### Гидрография
На реке Тур (приток реки Припять).

## Транспортная сеть
Транспортные связи по просёлочной, затем автодорогам, которые отходят от Мозыря. Планировка состоит из криволинейной меридиональной улицы, застроенной двусторонне, неплотно деревянными крестьянскими усадьбами.

## История
По письменным источникам известна с XVIII века как деревня Мирабели в Минском воеводстве Великого княжества Литовского. После 2-го раздела Речи Посполитой (1793 год) в составе Российской империи. В 1847 году в составе поместья Прудок. Согласно переписи 1897 года действовали водяная мельница, постоялый двор. В 1930 году организован колхоз «Правда», работали водяная (с 1915 года) и нефтяная (с 1929 года) мельницы. Во время Великой Отечественной войны 24 жителя погибли на фронте. Согласно переписи 1959 года в составе сортоиспытательной станции «Прудок» (центр — деревня Прудок).

## Население

### Численность
- 2004 год — 22 хозяйства, 28 жителей.

### Динамика
- 1795 год — 6 дворов 33 жителя.
- 1816 год — 8 дворов.
- 1869 год — 56 жителей.
- 1897 год — 26 дворов, 156 жителей (согласно переписи).
- 1925 год — 44 двора.
- 1959 год — 234 жителя (согласно переписи).
- 2004 год — 22 хозяйства, 28 жителей.

## Достопримечательность
- Памятник воинам-землякам[1][2].